# Porellales
Ordre
Les Porellales sont un ordre de plantes de la division des Hépatiques (ou Marchantiophytes) et de la classe des Jungermanniopsida.

## Répartition
Cet ordre a une aire de répartition cosmopolite.

## Systématique
L'ordre des Porellales a été décrit en 1972 par le botaniste soviétique Roman Nicolaevich Schljakov. Porella L. est le genre type.
Deux ordres ont été placés en synonymes de Porellales :
- Lepidolaenale Schljakov, 1975
- Radulales Stotler & Crand.-Stotl., 2000

## Liste des familles
Selon la World Flora Online (WFO) (16 janvier 2024) et GBIF (16 janvier 2024) :
- Frullaniaceae Lorch
- Goebeliellaceae Verd.
- Jubulaceae H.Klinggr.
- Lejeuneaceae Rostovzev
- Lepidolaenaceae Nakai
- Porellaceae Cavers
- Radulaceae Müll.Frib.

Selon Tropicos (16 janvier 2024) :
sous-ordre des Jubulineae Müll.Frib., 1909
- Frullaniaceae Lorch, 1914
- Jubulaceae H.Klinggr., 1858
- Lejeuneaceae Rostovzev, 1913

sous-ordre des Lepidolaenineae R.M.Schust., 1972
sous-ordre des Porellineae R.M.Schust., 1963
- Goebeliellaceae Verd., 1932
- Lepidolaenaceae Nakai, 1943
- Porellaceae Cavers, 1910

sous-ordre des Radulineae R.M.Schust., 1963
- Radulaceae Müll.Frib., 1909

Selon le Catalogue of Life (16 janvier 2024) :
- Goebeliellaceae Verd.
- Lepidolaenaceae Nakai
- Porellaceae Cavers